# Cecilia Nordlund
Mette Marie Cecilia Nordlund, född  1973 i Östersund i Jämtland, är en svensk låtskrivare, sångare, kompositör och gitarrist.
I mitten på 1990-talet turnerade hon i USA med bandet Souls. 1997 sjöng hon med Freddie Wadling på Blue For Twos låt "Skin" från plattan "Moments". Några år senare startade hon bandet Monkeystrikes tillsammans med Johan Karlsson. År 2005 startade hon  discobandet Sunshine Rabbits med bland andra Lotta Wenglén, Petra Lilja från Sobsister och Carolina Carlbom från Pusjkins.
År 2009 släppte Cecilia Nordlund soloalbumet Not listening under artistnamnet Cilihili, där författaren och journalisten Annette Kullenberg spelar huvudrollen i videon till låten Happy without the boy.
Nordlund är aktiv i Popkollo och reser landet runt med låtskrivarworkshopen nO Respect för unga tjejer. Hon har även komponerat filmmusik för bland annat filmerna Sossen, arkitekten och det skruvade huset (2005), Belfast Girls (2006) och Masjävlar (2004), samt skrivit musik till barnteaterföreställningen "Prick och Fläck" på Teater 23 i Malmö.
År 2011 medverkade Nordlund i dokumentärfilmen Jag är min egen Dolly Parton som sig själv tillsammans med Nina Persson, Helena Josefsson, Lotta Wenglén samt Gudrun Hauksdottir. Filmen är regisserad av Jessica Nettelbladt och hade premiär på dokumentärfilmsfestivalen Tempo i mars 2011, följt av en spelning med Dollykollot.

## Diskografi (soloskivor)
- Not Listening - 2009 Margit Music